# Spirée de Van Houtte
Pour les articles homonymes, voir Van Houtte.
Hybride
Parent  A  de l'hybridation 
  Spiraea cantoniensis 
×

Parent  B  de l'hybridation 
  Spiraea trilobata 
Classification phylogénétique
La Spirée de Van Houtte (Spiraea ×vanhouttei) est une espèce de plantes à fleurs de la famille des Rosaceae. C'est un arbuste à feuilles caduques hybride de Spiraea cantoniensis et de Spiraea trilobata.

## Description
À croissance relativement rapide, sa taille varie entre 1,5 m et 2,5 m à maturité. Rustique jusqu'en zone 3.
Ses fleurs en ombelle de 5 cm de diamètre apparaissent au printemps et font ployer sous leur poids les rameaux de l'arbuste.
Les feuilles, alternes, de couleur vert bleuté, sont ovales à trilobées de 3 à 5 cm de longueur.
Son bois est brun clair.